# Amauris conjuncta
Amauris conjuncta är en fjärilsart som beskrevs av Eugene Boullet 1913. Amauris conjuncta ingår i släktet Amauris och familjen praktfjärilar. Inga underarter finns listade i Catalogue of Life.